# Campiglossa kumaonesis
Campiglossa kumaonesis är en tvåvingeart som beskrevs av Agarwal, Grewal et al. 1989. Campiglossa kumaonesis ingår i släktet Campiglossa och familjen borrflugor. Inga underarter finns listade.